# 짬짜면
짬짜면은 중국 요리 전문점에서 짜장면과 짬뽕 중 하나를 놓고 갈등한 사람이 많단 점에서 착안하여 그릇을 둘로 나누어 짜장면과 짬뽕이 한 쪽씩을 차지하여 둘 다 먹을 수 있도록 한 한국식 중국 요리다. 일본에서도 찾을 수 있다.
참고로 만화가 박하/김재연이 2001년 연재했던 만화 짜장면에서 짜짬면이라는 이름으로 처음 등장했던 적이 있다. 주인공이 운영한 치얼반점의 경쟁 중국요리점에서 접객공략을 위해 처음으로 내놓았다는 신메뉴로 설정되어 있는데 그 외에도 여러 가지 탄생설이 있다.

## 같이 보기
- 짜장면
- 짬뽕